# Mycalesis oculata
Mycalesis oculata är en fjärilsart som beskrevs av Moore 1880. Mycalesis oculata ingår i släktet Mycalesis och familjen praktfjärilar. Inga underarter finns listade i Catalogue of Life.